# Величка Настрадинова
Величка Янкова Настрадинова е българска музикантка, писателка и разказвачка на истории.

## Биография
Родена е на 26 април 1936 г. в Пловдив. Сестра е на популярната изпълнителка и композиторка Мария Нейкова. Завършва Софийската консерватория, специалност „Виолончело“. Дълги години е преподавателка по камерна музика в Пловдивското средно музикално училище и артист-оркестрант в Пловдивската филхармония. Величка Настрадинова умира в Пловдив на 28 ноември 2020 г.

## Творчество
Величка Настрадинова е авторка на над 20 книги за деца и възрастни, които включват съвременни и исторически романи, научна фантастика, фентъзи и магически реализъм. След дебютната си книга „Дядо Пип“ (1969), с която печели награда „Пловдив“, писателката публикува „Сърдитият дядо Пиперко“, детски повести (1973), „Госпожица Вещицата“ (1976), „Белите на доктор Беля“, фантастични разкази (1980), „Закриването на Америка“, повест за деца (1981), „Невероятната Марта“, фантастични разкази (1989, награда на СБП за най-добра детска книга), „Къдрави приказки“ (1993), „За змейовете и вампирите, за Марта, за потомството“ (1999), „25 приказки и половина“ (2004, отново награда Пловдив), „33 приказки и половина“ (2009, награда за най-добра детска книга), „Песните на динозаврите“ (2017). Получавала е няколко отличия за къса проза, а също и наградата „Гравитон“.

## Стил и принос
Макар да имат доста елементи на приказката, нейните разкази са изпълнени с психологически реализъм и автентичност на фантастичното. Но най-значимото постижение на Настрадинова са нейните изключително силни женски образи. Героините ѝ са ярки самостоятелни жени, които не са зависими от мъжете. И докато Вещицата от „Госпожица Вещицата“ е учен, издигнал биотехнологиите си до ръба на божественото, то Марта Матева е оперна певица и артистка, която на пръв поглед изглежда съвсем реален съвременен човек. Всичко това обаче преди да започне да разговаря с котката си Маца Писанска и различни приказни, свръхестествени и извънземни същества.
Както пишат още от Човешката библиотека, Марта Матева е душевно могъща и щедра към целия свят личност, както може да бъде само абсолютно свободният човек. В нашия нефантастичен свят, оплетен в зависимости и несвободи, Величка Настрадинова е изградила художествено убедителен образ на действително свободния силен човек. Това е супергероинята Марта, която не бърка свободата с небрежност към другите или силата с бруталността.

## Рецензии и литературна критика
- Александрова, Надежда - „Убедително литературно присъствие“. „Лит. фронт“, бр. 41, 1977
- Божанова, Корнелия - „Романтични приказки за възрастни“. сп. „Деца. Изкуство. Книги“, 1977, кн.1
- Игова, Виолета - „Нравственият протест на младите“, сп. „Деца. Изкуство. Книги“, 1982, кн.2
- Гарева, Мария - „Към великото неизвестно“, „Лит. форум“, бр. 27, 1990

## Награди и признания
- 1969 г. – Трета награда в конкурс на сп. „Космос“ за разказа „Репите на Краконощ“
- 1989 г. – Сборникът „Невероятната Марта“ е обявен за най-добра детско-юношеска книга на годината
- 1992 г. – Награда „Гравитон“
- 2004 г. – Втора награда в конкурса „Фантастика през 100 очи“ на издателство „Аргус“ за разказа „Евридика“
- 2010 г. – Награда за най-добра детска книга за 2009 г. за книгата „33 приказки и половина“